# Lasianthus calycinus
Lasianthus calycinus är en måreväxtart som beskrevs av Stephen Troyte Dunn. Lasianthus calycinus ingår i släktet Lasianthus och familjen måreväxter.
Artens utbredningsområde är Hainan (Kina). Inga underarter finns listade i Catalogue of Life.